# PS 모조케르토 푸트라
PS 모조케트로 푸트라 (Persatuan Sepakbola Mojokerto Putra)는 인도네시아 동부 자바의 모조케트로 리젠시에 연고지을 둔 프로 인도네시아 축구팀이다. 홈구장은 모조케트로의 Gajah Mada Stadium이다. 또한 현재 리가 4에 소속되어 있다.
구단의 최고 업적은 2008년 인도네시아 1부 리그에서 우승했을 때 이다
1. 1 2  “PSMP tak Keruan, Bupati Didemo Fans” (인도네시아어). 2015년 1월 24일에 원본 문서에서 보존된 문서. 2015년 1월 22일에 확인함.